# Somers (Iowa)
Pour les articles homonymes, voir Somers.
Somers est une ville du comté de Calhoun, en Iowa, aux États-Unis. Elle est fondée en 1900 et incorporée le 26 avril 1902.

## Source de la traduction
- (en) Cet article est partiellement ou en totalité issu de l’article de Wikipédia en anglais intitulé « Somers, Iowa » (voir la liste des auteurs).